# Rotterdams Philharmonisch Orkest

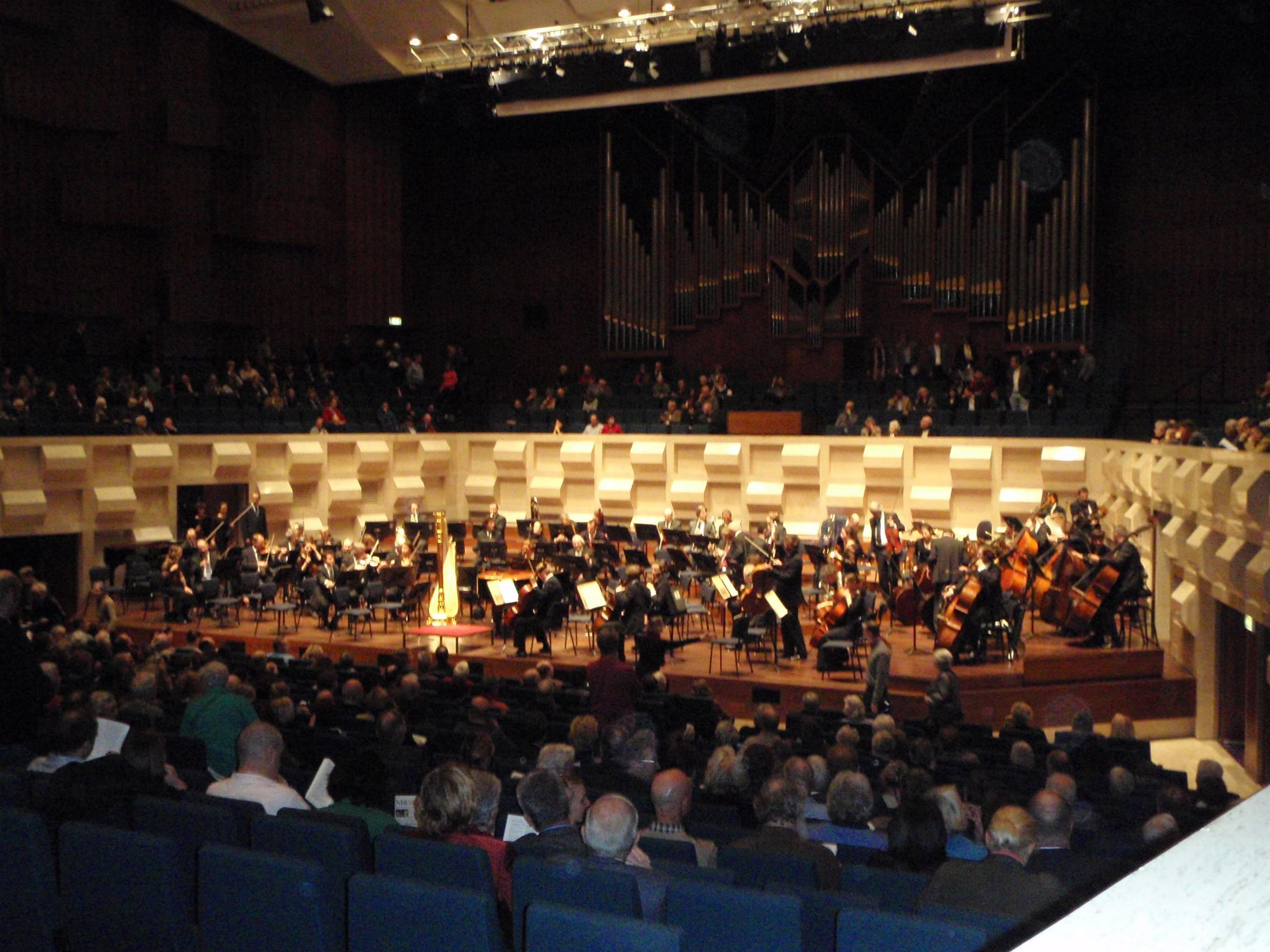
Rotterdam De Doelen

Das Rotterdams Philharmonisch Orkest (deutsch Philharmonisches Orchester Rotterdam) ist ein niederländisches Sinfonieorchester mit Sitz in Rotterdam. Nach dem Königlichen Concertgebouw-Orchester ist es das zweitgrößte Orchester der Niederlande.

## Geschichte

### Anfänge
Am 10. Juni 1918 gründeten Rotterdamer Musiker die Genootschap van beroepsmusici tot onderlinge kunstbeoefening (Genossenschaft von Berufsmusikern zur gemeinsamen Kunstausübung). Zum Gründerkreis zählten u. a. der Geiger Jules Zagwijn (1874–1966), der Klarinettist und Saxophonist Meijer Wery (1892–1978) sowie der Violinpädagoge Willem Feltzer (1874–1931), der erster Dirigent des Orchesters wurde. Die Musiker verdienten meist noch ihren Lebensunterhalt in Kinos und Restaurants, im neu gegründeten, zunächst nicht kommerziellen Orchester arbeiteten sie ohne Bezahlung. Ihr Ziel war es, hochwertige sinfonische Musik aufzuführen, die Konzerte fanden in den ersten beiden Jahren vor geladenen Gästen statt. 1920 erfolgte die Umbenennung in Rotterdams Philharmonisch Genootschap (Philharmonische Genossenschaft Rotterdam). Ab Mitte der 1920er Jahre konnte sich das rund 40 Mitglieder umfassende Orchester dank städtischer Subventionen weiter vergrößern, Honorare bezahlen und die Musiker in Teilzeit beschäftigen. Auf Feltzer folgte als Dirigent Alexander Schmuller.

### Ära Flipse
1930 übernahm der Dirigent Eduard Flipse die Leitung des Orchesters. Er rief einen Instrumentenfonds ins Leben, und mit dem Neubau der Konzerthalle De Doelen 1935 stand den Musikern eine eigene Spielstätte mit 1300 Plätzen zur Verfügung. Flipse formte aus der Genossenschaft ein professionelles Orchester, das vor allem zeitgenössische sinfonische Musik und Werke niederländischer Komponisten wie Johan Wagenaar, Willem Pijper und Alphons Diepenbrock pflegte. 1937 kam es zur erneuten Umbenennung auf den heutigen Namen Rotterdams Philharmonisch Orkest. Noch am 7. Mai 1940 konnte Flipse nach zehn Jahren Amtszeit ein Festkonzert mit Werken von Max Bruch und Igor Strawinsky dirigieren. Wenige Tage später begann der Überfall auf die Niederlande, Belgien und Luxemburg durch Truppen des deutschen NS-Regimes. Bei der Bombardierung von Rotterdam am 14. Mai 1940 wurde die Konzerthalle De Doelen zerstört, darüber hinaus auch der Probenraum, das Notenarchiv und das Instrumentarium des Orchesters. Dank breiter Unterstützung konnte das Orchester dennoch die Sommersaison mit Freiluftkonzerten abschließen. Es konzertierte unter großer Nachfrage weiter, u. a. in der Koninginnekerk, einem der wenigen Bauwerke, die nicht zerstört worden waren. Die Besatzer erzwangen im Jahr darauf die Entlassung jüdischer Musiker. Das Orchester wurde der Nederlandschen Kultuurkamer unterstellt, mit der Flipse immer wieder in Konflikt geriet – so weigerte er sich, zugunsten der Rekrutierung niederländischer Freiwilliger für den deutschen Russlandfeldzug zu konzertieren, und konnte die Zensur der Besatzer durch die Aufführung auch englischer, französischer und russischer Komponisten unterlaufen. Nach der Befreiung 1945 wurde Flipse unter dem Vorwurf der Kollaboration kurzzeitig suspendiert, 1946 aber wieder ins Dirigentenamt eingesetzt. Ein Höhepunkt seiner Amtszeit war u. a. 1954 eine Aufführungsserie von Mahlers 8. Sinfonie mit über 1000 Mitwirkenden. Flipse blieb bis 1962 Chefdirigent. Seine Ära wirkte prägend, er verlieh mit seinem Einsatz für zeitgenössische Musik dem Orchester ein eigenes Profil und entwickelte es zu einem der wichtigsten Klangkörper des Landes.

### Von den 1960er Jahren bis heute
Flipses Nachfolger wurde Franz-Paul Decker (ab 1962). Das neu errichtete Konzerthaus De Doelen mit nunmehr 2300 Plätzen konnte 1966 eröffnet werden. Vor allem unter den Chefdirigenten Jean Fournet (ab 1968), Edo de Waart (ab 1973), David Zinman (ab 1979), James Conlon (ab 1983) und Jeffrey Tate (ab 1991) gewann das Orchester durch verstärkte Tournee- und Aufnahmetätigkeit internationales Ansehen. So bestritt das Rotterdams Philharmonisch Orkest u. a. 1992 die Uraufführung von Alfred Schnittkes Oper Leben mit einem Idioten, die im Het Muziektheater Amsterdam unter dem Gastdirigenten Mstislaw Rostropowitsch stattfand.
1995 übernahm Valery Gergiev die Leitung des Orchesters und setzte Schwerpunkte mit Bruckner, Mahler und mit russischem Repertoire von Tschaikowski bis Schostakowitsch. In seiner Amtszeit entstand 1996 das Rotterdam Philharmonic Gergiev Festival, das jährlich jeweils einem Komponisten gewidmet war und sich seit 2006 mit wechselnden Themen beschäftigte.
Von 2008 bis 2018 stand der Kanadier Yannick Nézet-Séguin als Chefdirigent an der Spitze des Orchesters. Im Jahr seines Amtsantritts wurde eine 13-teilige TV-Serie unter dem Thema Het leven van een orkest (Das Leben eines Orchesters) produziert. Nézet-Séguin richtete außerdem 2010 eine jährliche Gastspielreihe am Théâtre des Champs-Élysées als „Residenz“ ein. Im selben Jahr rief das Orchester ein eigenes Label für Archivaufnahmen ins Leben, die Rotterdam Philharmonic Vintage Recordings. Nézet-Séguin setzte weitere Akzente mit Beethoven, Richard Strauss und mit französischem Repertoire. Die Deutsche Grammophon widmete der „goldenen Ära“ unter Nézet-Séguin im 100. Geburtsjahr des Orchesters 2018 eine sechsteilige CD-Box.
Als bisher jüngster Chefdirigent übernahm im September 2018 Lahav Shani die Leitung des Orchesters. Neben sinfonischen Zyklen von Bruckner und Mahler setzte er auch wieder niederländische Komponisten auf den Spielplan. Sein anfänglicher Fünfjahresvertrag wurde bereits bis 2026 verlängert.

## Liste der Chefdirigenten
- Willem Feltzer (1918–1928)
- Alexander Schmuller (1928–1930)
- Eduard Flipse (1930–1962)
- Franz-Paul Decker (1962–1967)
- Jean Fournet (1968–1973)
- Edo de Waart (1973–1979)
- David Zinman (1979–1982)
- James Conlon (1983–1991)
- Jeffrey Tate (1991–1995)
- Valery Gergiev (1995–2008)
- Yannick Nézet-Séguin (2008–2018)
- Lahav Shani (seit 2018)